# Coeymans
Coeymans és una concentració de població designada pel cens dels Estats Units a l'estat de Nova York. Segons el cens del 2000 tenia 835 habitants.

## Demografia
Segons el cens del 2000, Coeymans tenia 835 habitants, 313 habitatges, i 215 famílies. La densitat de població era de 295,8 habitants per km².
Dels 313 habitatges en un 39% hi vivien nens de menys de 18 anys, en un 41,2% hi vivien parelles casades, en un 20,1% dones solteres, i en un 31,3% no eren unitats familiars. En el 26,2% dels habitatges hi vivien persones soles el 14,4% de les quals corresponia a persones de 65 anys o més que vivien soles. El nombre mitjà de persones vivint en cada habitatge era de 2,61 i el nombre mitjà de persones que vivien en cada família era de 3,15.
Per edats la població es repartia de la següent manera: un 31,6% tenia menys de 18 anys, un 6,7% entre 18 i 24, un 27,9% entre 25 i 44, un 20,7% de 45 a 60 i un 13,1% 65 anys o més.
L'edat mediana era de 35 anys. Per cada 100 dones de 18 o més anys hi havia 79 homes.
La renda mediana per habitatge era de 34.440 $ i la renda mediana per família de 44.554 $. Els homes tenien una renda mediana de 41.250 $ mentre que les dones 27.125 $. La renda per capita de la població era de 16.212 $. Entorn del 9,5% de les famílies i el 9% de la població estaven per davall del llindar de pobresa.